# 강북구 을
서울 강북구 을은 대한민국의 국회의원 선거구이다. 서울특별시 강북구 일부 지역을 관할한다. 현 지역구 국회의원은 더불어민주당의 한민수이다.

## 역사
1995년, 도봉구의 일부 지역이 강북구로 분리가 되었다. 이로 인해 제15대 국회의원 선거를 앞두고 도봉구 을과 도봉구 병의 일부 지역이 강북구 갑, 을 선거구를 이루게 되었다. 이때 강북구의 미아동과 번3동 일대를 묶어 '강북구 을'이 되었으며, 나머지 지역인 수유동과 번1·2동은 '강북구 갑'이 되었다. 
2008년 6월 각 미아동이 삼양동, 미아동, 송중동, 송천동, 삼각산동으로 이름이 바뀌면서 2012년 제19대 총선부터 관할 구역이 변경되었다.

## 관할 구역
| 대수        | 관할 구역                                                                                     |
| ----------- | --------------------------------------------------------------------------------------------- |
| 15대        | 강북구 미아1동, 미아2동, 미아3동, 미아4동, 미아5동, 미아6동, 미아7동, 미아8동, 미아9동, 번3동 |
| 16대 ~ 18대 | 강북구 미아1동, 미아2동, 미아3동, 미아4동, 미아5동, 미아6·7동, 미아8동, 미아9동, 번3동        |
| 19대 ~ 현재 | 강북구 삼양동, 미아동, 송중동, 송천동, 삼각산동, 번3동                                        |

## 역대 국회의원
| 선거   | 정당 | 정당           | 의원   |
| ------ | ---- | -------------- | ------ |
| 1996년 |      | 새정치국민회의 | 조순형 |
| 2000년 |      | 새천년민주당   | 조순형 |
| 2004년 |      | 열린우리당     | 최규식 |
| 2008년 |      | 통합민주당     | 최규식 |
| 2012년 |      | 민주통합당     | 유대운 |
| 2016년 |      | 더불어민주당   | 박용진 |
| 2020년 |      | 더불어민주당   | 박용진 |
| 2024년 |      | 더불어민주당   | 한민수 |

## 역대 선거 결과

### 대한민국 제15대 국회의원 선거
|  | 45.28% |

|  | 28.51% |

|  | 14.93% |

|  | 8.78% |

|  | 1.67% |

|  | 0.80% |

### 대한민국 제16대 국회의원 선거
|  | 46.45% |

|  | 26.32% |

|  | 13.26% |

|  | 7.46% |

|  | 3.92% |

|  | 1.47% |

|  | 1.09% |

### 대한민국 제17대 국회의원 선거
|  | 42.46% |

|  | 32.64% |

|  | 15.71% |

|  | 8.26% |

|  | 0.90% |

### 대한민국 제18대 국회의원 선거
|  | 43.50% |

|  | 37.83% |

|  | 11.68% |

|  | 3.45% |

|  | 2.86% |

|  | 0.65% |

### 대한민국 제19대 국회의원 선거
|  | 54.19% |

|  | 42.56% |

|  | 3.24% |

### 대한민국 제20대 국회의원 선거
|  | 51.08% |

|  | 35.18% |

|  | 13.72% |

### 대한민국 제21대 국회의원 선거
|  | 64.45% |

|  | 34.71% |

|  | 0.83% |

### 대한민국 제22대 국회의원 선거
|  | 52.94% |

|  | 41.51% |

|  | 5.54% |

## 같이 보기
- 대한민국의 국회의원 선거구 목록